# Itambé (Pernambuco)
Itambé é um município brasileiro do estado de Pernambuco. Seu território, com pouco mais de 304 km² de área, é formado pela sede e pelos distritos de Ibiranga, Caricé e Quebec. Forma uma conurbação interestadual com a cidade paraibana de Pedras de Fogo. No censo nacional de 2022, possuía uma população de 34 935 habitantes.

## Topônimo
A palavra "itambé" é de origem tupi e significa "pedra afiada", através da junção de i'tá (pedra) e aim'bé (afiada). 

## História
As terras onde hoje se situa o Município de Itambé foram primitivamente habitadas pelos  índios cariris. Não se conhece, com precisão, a data das primeiras penetrações de não índios nem a da radicação dos primeiros colonos não índios. Sabe-se, entretanto, que, nos fins do século XVI, começaram a chegar correntes de povoamento constituídas de portugueses e de mazombos.
André Vidal de Negreiros, um dos heróis da expulsão dos holandeses de Pernambuco, erigiu uma capela sob a invocação de Nossa Senhora do Desterro, no lugar conhecido como Itambé, assim denominado em virtude da grande quantidade de calhaus avermelhados que, em choque uns com os outros, produziam faíscas. Há quem atribua a preferência do guerreiro a voto feito para que fossem desterrados os invasores da pátria. Doou ele, para patrimônio da igreja, todo o terreno da futura freguesia, gravando, também, o Engenho Novo de Goiana e de Palha, além de várias fazendas de gado, com extensão superior a 120 quilômetros.
A doação foi confirmada pelo alvará de janeiro de 1681, que concedia, ao administrador e a seus sucessores, a graça de nomear o pároco da freguesia. Essa concessão consta, também, da Carta de Apresentação passada, em Lisboa, pela Mesa de Consciência e Ordens no dia 2 de outubro de 1746. A eleição simples do pároco passou, mais tarde, a ser atribuição da Casa de Misericórdia de Lisboa, dependendo, apenas, de aprovação régia.
O desenvolvimento político e cultural acompanhou o desenvolvimento econômico. De 1797 a 1801, funcionou o Areópago, onde o doutor Arruda Câmara fazia propaganda dos ideais da Revolução Francesa. Em 1874, teve lugar a rebelião de matutos, conhecida por Quebra Quilos, que culminou com a invasão de Itambé pelos insurretos, no dia 30 de novembro.
Grande fator para o desenvolvimento do lugar foi, sem dúvida, a exportação das chamadas pedras de fogo a fim de serem transformadas em pequenas lâminas, posteriormente utilizadas em armas de fogo.
Com a denominação de Itambé, foi criado o distrito por força da Carta Régia de 6 de janeiro de 1789. Segundo outra fonte, o distrito deve sua criação à Lei Provincial 1 055, de 6 de junho de 1872. A Lei Provincial 720, de 20 de maio de 1867, criou o Município de Itambé com território desmembrado dos de Goiana e Nazaré. A instalação se verificou a 1º ou 10 de fevereiro de 1868.
Em virtude da Lei Provincial 1 318, de 4 de fevereiro de 1879, a sede municipal recebeu foros de cidade.
Por efeito do Decreto-Lei Estadual 235, de 9 de dezembro de 1938, o município e o distrito de Itambé tiveram seus topônimos simplificados para També. Por ocasião do Recenseamento Geral de 1960 compunha-se de 5 distritos: També (sede), Camutanga, Caricé, Ibiranga e Ferreiros, este último criado em 1948, com parte do distrito de Camutanga. De acordo com as leis estaduais 4 940 e 4 953, ambas de 20 de dezembro de 1963, foram emancipados os distritos de Camutanga e Ferreiros. Assim, o município está constituído, hoje, de 3 distritos: També (sede), Caricé e Ibiranga.
Pela Lei Estadual 7 006, de 2 de dezembro de 1975, o município de També voltou a denominar-se Itambé.
Hoje, o município é composto por Itambé (sede) e os distritos de Ibiranga, Caricé e Quebec.

## Lista de Prefeitos eleitos a partir da Era Vargas
| Nº | Nome                                 | Foto                  | Inicio do mandato       | Fim do mandato          | Observações              |
| 1  | Oscar Cordeiro                       |                       | 10 De Outubro de 1931   | 05 De Novembro de 1934  | Pós Revolução de 1930    |
| 2  | João Cabral                          |                       | 06 de Novembro de 1934  | 27 de Março de 1935     |                          |
| 3  | Antonio Guedes de Araújo             |                       | 28 de Março de 1935     | 31 de Agosto de 1936    |                          |
| 4  | Manoel Guedes Correia Gondim         |                       | 31 de Agosto de 1936    | 01 de Novembro de 1937  |                          |
| 5  | Antonio Gusmao Cavalcanti            |                       | 21 de Dezembro de 1937  | 18 de Maio de 1940      |                          |
| 6  | Simplicio Tavares de Melo            |                       | 17 de Setembro de 1940  | 08 de Dezembro de 1944  |                          |
| 7  | Pompeu Veloso Borba                  |                       | 24 de Janeiro de 1945   | 21 de Julho de 1945     |                          |
| 8  | Luiz João G. Hiolanda                |                       | 16 de Janeiro de 1946   | 05 de Novembro de 1946  |                          |
| 9  | Arthur Guilherme Correia             |                       | 04 de Janeiro de1947    | 21 de Fevereiro de 1947 |                          |
| 10 | Luiz Cavalcanti Filho                |                       | 08 de Março de 1947     | 02 de Agosto de 1947    |                          |
| 11 | Claudio Nunes Ribeiro                |                       | 07 de Agosto de 1947    | 20 de Outubro de 1947   |                          |
| 12 | José Nunes Ribeiro                   |                       | 16 de Dezembro de 1947  | 29 de Outubro de 1951   |                          |
| 13 | José Vicente Barbalho                |                       | 10 de Novembro de 1951  | 02 de Novembro de 1955  |                          |
| 14 | João Nunes Ribeiro                   |                       | 07 de Novembro de 1955  | 03 de Novembro de 1959  |                          |
| 15 | Genaro Savino Carrazzonni            |                       | 13 de Novembro de 1959  | 31 de Outubro de 1963   |                          |
| 16 | João Pereira de Andrade              |                       | 07 de Dezembro de 1963  | 30 de Outubro de 1969   |                          |
| 17 | José Frederico César Carrazzonni     |                       | 02 de Dezembro de 1969  | 30 de Novembro de 1973  |                          |
| 18 | João Pereira de Andrade              |                       | 22 de Dezembro de 1973  | 31 de Janeiro de 1977   |                          |
| 19 | José Frederico César Carrazzonni     |                       | 03 de Fevereiro de 1977 | 22 de Julho de 1981     |                          |
| 20 | Antonio Severino de Paiva Filho      |                       | 23 de Julho de 1981     | 01 de Setembro de 1981  | Prefeito, em exercício   |
| 19 | José Frederico César Carrazzonni     |                       | 08 de Setembro de 1981  | 31 de Janeiro de 1983   |                          |
| 21 | Renato Ribeiro da Costa              |                       | 31 de Janeiro de 1983   | 27 de Setembro de 1985  |                          |
| 22 | Milton Pereira Pontes                |                       | 28 de Setembro de 1985  | 13 de Outubro de 1985   | Prefeito, em exercício   |
| 21 | Renato Ribeiro da Costa              |                       | 25 de Outubro de 1985   | 31 de Dezembro de 1988  |                          |
| 23 | José Frederico César Carrazzonni     |                       | 02 de Janeiro de 1989   | 31 de Dezembro de 1992  |                          |
| 24 | Sergio José Rodrigues Barbalho       |                       | 01 de Janeiro de 1993   | 31 de Dezembro de 1996  |                          |
| 25 | José Frederico César Carrazzonni     |                       | 01 de Janeiro de 1997   | 31 de Dezembro de 2000  |                          |
| 26 | Francisco Cordeiro da Silva          |                       | 01 de Janeiro de 2001   | 17 de Julho de 2002     | Faleceu                  |
| 27 | Renato Ribeiro da Costa              |                       | 18 de Julho de 2002     | 31 de Dezembro de 2004  | Vice, Sucedeu após morte |
| 28 | José Frederico César Carrazzonni     |                       | 01 de Janeiro de 2005   | 31 de Dezembro de 2008  | Reeleito                 |
| 28 | José Frederico César Carrazzonni     | 01 de Janeiro de 2009 | 31 de Dezembro de 2012  |                         | Reeleito                 |
| 29 | Bruno Borba Ribeiro                  |                       | 01 de Janeiro de 2013   | 31 de Dezembro de 2016  |                          |
| 30 | Maria Das Graças Galindo Carrazzonni |                       | 01 de Janeiro de 2017   | 31 de Dezembro de 2020  | Reeleita                 |
| 30 | Maria Das Graças Galindo Carrazzonni | 01 de Janeiro de 2021 | 31 de dezembro de 2024  |                         | Reeleita                 |
| 31 | Armando Pimentel Da Rocha            |                       | 01 de Janeiro de 2025   | Atualidade              |                          |